# Saligny-le-Vif
Saligny-le-Vif is een plaats en voormalige gemeente in het Franse departement Cher in de regio Centre-Val de Loire en telt 157 inwoners (1999). De plaats maakt deel uit van het arrondissement Bourges.

## Geografie
De gemeente is op 1 januari 2019 opgeheven en samen met Laverdines toegevoegd aan de gemeente Baugy die daarmee de status van commune nouvelle kreeg.
De oppervlakte van Saligny-le-Vif bedraagt 15,9 km², de bevolkingsdichtheid is 9,9 inwoners per km².
De onderstaande kaart toont de ligging van Saligny-le-Vif met de belangrijkste infrastructuur en aangrenzende gemeenten.

## Demografie
Onderstaande figuur toont het verloop van het inwonertal (bron: INSEE-tellingen).